# 拉奈島
拉奈島（發音：[laːˈnɐʔi, naːˈnɐʔi]，/lɑːˈnaɪ, ləˈnɑːi/)是夏威夷群島的第六大島，也是其中有公共交通可達的最小的有人定居的島嶼。由於過去它有著全島範圍的鳳梨種植園，因此俗稱鳳梨島。島上唯一的城市是拉奈市。
拉奈島是一個大致呈撇號形狀的島，沿最長方向的寬度為29（18英里）。土地面積為364平方（141平方英里），是美國第42大島。它的北面隔著海峽與摩洛凱島相望，東邊則是茂宜島。它的總人口從2000年人口普查的3193人，減少到2010年的3131人。
在夏威夷王国建立前，拉奈岛由毛伊阿利伊努伊统治。
2012年6月，甲骨文公司創辦人拉里·埃里森以5至6億美元買下拉奈島98%的土地所有權。其餘2％土地則仍屬於夏威夷州政府和部分私人住宅擁有者。
拉奈島上有一所學校，包含從幼兒園到12年級。拉奈市有一家醫院，有24張病床，還有一個社區保健中心，提供初級保健、牙科、行為健康和專業服務。全島沒有紅綠燈。